# Ryū Shichinohe
Ryū Shichinohe (七戸 龍, Shichinohe Ryū), né le 14 octobre 1988 à Okinawa, est un judoka japonais de la catégorie des plus de 100 kg (poids lourds). Il remporte deux médailles d'argent aux championnats du monde, en 2014 et 2015 et une médaille d'argent aux Championnats d'Asie.

## Biographie
En 2014, il remporte le tournoi de Paris en l'absence de Teddy Riner. Il rencontre le Français en finale des championnats du monde 2014 et est battu aux pénalités.

## Palmarès

### Compétitions internationales
| Année | Compétition           | Lieu         | Résultat | Catégorie      |
| ----- | --------------------- | ------------ | -------- | -------------- |
| 2014  | Championnats du monde | Tcheliabinsk | 2e       | Plus de 100 kg |
| 2015  | Championnats du monde | Astana       | 2e       | Plus de 100 kg |
| 2017  | Championnats d'Asie   | Hong Kong    | 2e       | Plus de 100 kg |

Dans les compétitions par équipes :
| Année | Compétition           | Lieu              | Résultat |
| ----- | --------------------- | ----------------- | -------- |
| 2012  | Championnats du monde | Salvador de Bahia | 3e       |
| 2013  | Championnats du monde | Rio de Janeiro    | 2e       |
| 2014  | Championnats du monde | Tcheliabinsk      | 1er      |
| 2015  | Championnats du monde | Astana            | 1er      |

### Tournois Grand Chelem et Grand Prix
| Année | Compétition              | Lieu        | Résultat | Catégorie      |
| ----- | ------------------------ | ----------- | -------- | -------------- |
| 2012  | Grand Slam Tokyo         | Tokyo       | 3e       | Plus de 100 kg |
| 2014  | Grand Slam de Paris      | Paris       | 1re      | Plus de 100 kg |
| 2014  | Grand Prix d'Oulan-Bator | Oulan-Bator | 1re      | Plus de 100 kg |
| 2015  | Grand Prix Düsseldorf    | Düsseldorf  | 1re      | Plus de 100 kg |
| 2015  | Masters mondial          | Rabat       | 3e       | Plus de 100 kg |
| 2015  | Grand Slam Tokyo         | Tokyo       | 2e       | Plus de 100 kg |
| 2016  | Grand Slam Tokyo         | Tokyo       | 3e       | Plus de 100 kg |
| 2017  | Grand Slam Paris         | Paris       | 2e       | Plus de 100 kg |